# Личный гладиатор
«Личный гладиатор» (англ. Private Gladiator) — хардкорный порнофильм Антонио Адамо в жанре пеплум, снятый на студии «Private Media Group» в 2002 году. Фактически представляет собой ремейк фильма 2000 года «Гладиатор». Состоит из трёх отдельных частей, каждая из которых длится около 120 минут. Фильм в урезанном виде был показан в России. Все три части были показаны на канале «Русская ночь».

## Сюжет

### Личный гладиатор
Древний Рим. Полководец Максимус готовит к сражению свою армию — им предстоит схватка с варварами. В это же время сын императора, Коммодос проводит время в своей обустроенной повозке. Он тоже едет на сражение, но отдельно от основной армии. Через некоторое время происходит битва между варварами и римлянами. Максимус и его армия побеждают. На месте победы они разбивают палатки. В тайне ото всех старый император Марк Аврелий говорит Максимусу, что сделает его императором. Аврелий говорит ему, что всегда считал его родным сыном, а Коммодус развращен, он не сможет управлять великой империей.
В это же время солдаты отмечают победу. Максимус уходит в свои покои, а солдаты продолжают пить, есть и устраивают оргию с пришедшими на пир девушками. Максимус лечит свои раны. К нему приходит Дамитилла. Они вспоминают прошлое, когда были любовниками. Но Максимус теперь женат, а Дамитилла в трауре по умершему мужу. Они проводят ночь в постели. Той же ночью Аврелий говорит сыну о том, что хочет сделать Максимуса императором. Коммодос насыпает яд в бокал отца и отравляет его.
Утром один из друзей Максимуса, полководец Барлидус, приходит к нему, и зовет его и Дамитиллу к Коммодосу. Коммодос говорит о смерти отца и объявляет себя императором. Максимус не верит ему и собирается вернуться домой к жене. Но его останавливает Барлидус, и говорит, что Коммодос приказал убить Максимуса и его жену. Двое солдат уводят Максимуса в поле, но он убивает их, и скачет на лошади к своей жене. Однако он находит её мертвой. Вскоре он попадает в рабство. Там, он за то, что заступился за старика и напал на охранника, попадает в тюрьму. Ему симпатизирует Сирия, рабыня, которая навещает его в тюрьме. Вскоре Максимуса и Сирию продают в школу гладиаторов, где бойцов учат в будущем выступать на арене в Риме, для развлечения горожан.
В это время сенат узнает о смерти Марка Аврелия и об новом императоре Коммодосе. Все растеряны — сенаторы знают о самодурском характере Коммодоса и боятся что он разорит Рим. Сенаторы предлагают объявить протест Коммодосу. Но эта идея не находит поддержки.

#### Сексуальные сцены
- Фрэнк Ган — Рита Фалтояно — Дороти Блэк — Тина Т.
- Ник Ланг — Чоки Айс — Дэвид Перри — Синди — Тиффани Рог — Джина Каллеси — Барбара Войс.
- Тони Рибас — Рита Фалтояно.
- Клаудио Мелони — Майк Фостер — Стив Холмс — Дике — Лара Стивенс — Джуди.
- Карл Бен — Мэнди Брайдт.
- Альберто Рей — Боб Терминатор — Диана Росси — Петра Шорт.

### Личный гладиатор 2. В городе плотских страстей
Коммодос с Дамитилой приезжают в Рим. Авторитетом в народе и Сенате Коммодос не пользуется, а сам считает, что ему достаточно просто быть императором. Барлидус и сенаторы холодно встречают его. Коммодос говорит, что устраивает игры в Колизее, которые продлятся 100 дней. Коммодос говорит, что ничего не пожалеет для народа, и что народ боготворит его, а не сенат. Он уходит, а Гай говорит сенаторам, что надо действовать, — они имеют дело с безумцем.
В это время Максимус проходит подготовку в школе гладиаторов. Он со своей командой едет в Рим. Там он в маске сражается в Колизее, где присутствует Коммодос. Он побеждает всех противников, и Коммодус приказывает ему назвать своё имя. Максмус снимает маску, и все узнают, что Максимус жив. Стража окружает гладиаторов и ждет приказа императора. Император видит, что народ поддерживает Максимуса, и отпускает стражу.
Вечером гладиаторы в своих покоях празднуют победу. К Максимусу приходит Дамитилла, и наедине с ним говорит, что он нужен Риму. Сенаторы уже давно плетут заговор против Коммодоса. Народ устал от капризов Коммодоса и хочет демократии. Максимус ей не верит, но ей удается переубедить его. Они проводят ночь вместе.
На следующий день устраиваются новые бои. На этот раз Максимус выходит на арену со львами и леопардами. Противник почти победил его, но все же Максимус одерживает победу. Коммодос в отчаянии. Вскоре к Коммодосу приходит Барлидус и говорит, что против него готовится заговор. Коммодос говорит, чтобы тот не торопился арестовывать участников, и просит Барлидуса приказать рабам, чтобы львов не кормили.

#### Сексуальные сцены
- Джеймс Броссман — Рита Фалтояно — Каталин — Блэк Видов.
- Френк Ган — Дэвид Пэрри — Чанка — Ванесса Виргин.
- Крис Монтаин — Джулиан Сент Кокс — Камерон Круз — Нике — Синтия Фокс — Софи Эванс.
- Тони Рибас — Рита Фалтояно.
- Дэвид Перри — Блэк Видов.
- Боб Терминатор — Альберто Рей — Юлия — Клэр.

### Личный гладиатор 3. Сексуальное завоевание
Барлидус приходит к Дамитилле, и признается ей в любви. Они занимаются сексом, и она рассказывает ему о заговоре. Через некоторое время Коммодос зовет Дамитиллу к себе. Раздавленный её предательством (Барлидус ему всё рассказал), он берёт кинжал и убивает её. Стражники во главе с Барлидусом приходят к сенаторам и арестовывают их. Коммодос узнает о симпатии между Максимусом и Сирией. Он приводит Сирию к себе, и на глазах у Максимуса занимается с ней и ещё с двумя наложницами сексом. Максимус разъярён, он кричит что убьет его. Коммодос тыкает в него ножом, но не убивает, а сильно ранит, чтобы в сражении у Максимуса было меньше шансов.
Коммодос и Максимус выходят на арену. Коммодос сражается двумя мечами, а Максимус одним. В ходе сражения у Максимуса выпадает меч, но Барлидус, возмущённый преступлениями Коммодоса, бросает ему свой. В итоге Максимум убивает Коммодоса. Публика ликует.
Барлидус показывает Максимусу знак верности. К Максимусу и его команде на арену выходит сенатор Гай. Он просит Максимуса стать императором. Максимус говорит, что ему нужна лишь Сирия. Он не хочет быть императором, и хочет, чтобы сенаторы сами решили, кто должен стать им. Команда гладиаторов Максимуса наслаждаются славой, и принимают овации. Максимус с Сирией под аплодисменты зрителей уходит из Колизея.

#### Сексуальные сцены
- Дэвид Перри — Рита Фалтояно.
- Клаудио Мелони — Дитер Вон Штейн — Барбелла — Генриетт — Линн Стоун — Генриетта Керес.
- Ник Ланг — Дэвид Перри — Клаудия Джеймсон — Тиффани Даймонд — Дора Вентер.
- Тони Рибас — Мэнди Брайдт.
- Альберто Рей — Джеймс Броссман — Лесли Тейлор — Барбара Войс — Линн Стоун.
- Френк Ган — Тиффани Даймонд — Мэнди Брайдт.

### В ролях (вся трилогия)
- Тони Рибас — Максимус
- Френк Ган — Коммодус
- Рита Фалтояно — Дамитилла
- Мэнди Брайт — Сирия
- Дэвид Перри — Барлидус

## Производство
Последние 30 минут второй части трилогии (на официальном DVD) содержат документальный фильм о съемках порноблокбастера. Также в третьем фильме первые 30 минут содержат врезки с мест съемок и мнения актёров, снятые в любительском стиле. Съемки фильма начались в Будапеште. За съемки фильма взялся известный итальянский порнорежиссёр Антонио Адамо, снявший ряд успешных лент на студии «Private». На роль Максимуса был приглашен известный испанский порноактёр Тони Рибас. Съемки начались в декабре. В это время в Будапеште выпал сильный снег, что осложнило съемки. Актёры должны были играть обнаженными, и на съемках им становилось холодно. Большинство актрис и актёров, сыгравших в фильме, являются венграми. При этом режиссёр пытался максимально соблюдать историческое соответствие в одежде и обычаях Древнего Рима. Съемки в павильонном Колизее также сопровождались сложностями. На съемки были приведены настоящие лев и леопард. Однако за ними постоянно следили дрессировщики, и поэтому проблем не возникло. По собственному признанию, сделанному в документальном фильме, всем актёрам очень понравилось сниматься в этом фильме. Одно из главных отличий фильма, что это не распространённый в мире порноиндустрии жанр пародии, а ремейк. Съемки фильма проходили в 2001 году.
Кинотрилогию «Личный гладиатор» можно считать одной из самых крупномасштабных и многобюджетных порнофильмов за всю историю студии «Private». Фильм был удостоен премии AVN Awards в 2003 году за «лучший иностранный фильм».